# Cimil, Iemilciîne
Cimil (în ucraineană Чміль) este un sat în comuna Osivka din raionul Iemilciîne, regiunea Jîtomîr, Ucraina.

## Demografie
Componența lingvistică a localității Cimil
     Ucraineană (99,35%)
     Alte limbi (0,65%)
Conform recensământului din 2001, majoritatea populației localității Cimil era vorbitoare de ucraineană (99,35%), existând în minoritate și vorbitori de alte limbi.